# Campionato italiano di Formula 3 2011
Il Campionato italiano di Formula 3 2011 è stato la quarantasettesima stagione della Formula 3 italiana. Iniziata il 15 maggio terminò il 16 ottobre 2011 dopo 16 appuntamenti in 8 weekend di gara. La serie principale è vinta dal pilota italiano Sergio Campana.

## La pre-stagione

### Calendario
Il calendario è stato presentato nel novembre 2010 e consta di 8 doppi appuntamenti. Le novità vengono rappresentate dall'Autodromo di Franciacorta e da quello di Spa, che sostituiscono l'Autodromo di Varano e l'Hockenheimring.
| Gara | Gara | Circuito                                             | Giri | Lunghezza          | Data         | Ora   |
| ---- | ---- | ---------------------------------------------------- | ---- | ------------------ | ------------ | ----- |
| 1    | G1   | Autodromo di Franciacorta Daniel Bonara, Castrezzato | 22   | 22x2,519=55,418 km | 15 maggio    | 10:00 |
| 1    | G2   | Autodromo di Franciacorta Daniel Bonara, Castrezzato | 27   | 27x2,519=68,013 km | 15 maggio    | 17:00 |
| 2    | G1   | Misano World Circuit, Misano Adriatico               | 20   | 20x4,180=83,600 km | 4 giugno     | 16:15 |
| 2    | G2   | Misano World Circuit, Misano Adriatico               | 19   | 19x4,574=79,420 km | 5 giugno     | 10:20 |
| 3    | G1   | Autodromo Enzo e Dino Ferrari, Imola                 | 18   | 18x4,930=88,740 km | 16 luglio    | 16:05 |
| 3    | G2   | Autodromo Enzo e Dino Ferrari, Imola                 | 18   | 18x4,930=88,740 km | 17 luglio    | 10:20 |
| 4    | G1   | Circuito di Spa-Francorchamps, Spa                   | 12   | 12x7,004=84,048 km | 6 agosto     | 16:25 |
| 4    | G2   | Circuito di Spa-Francorchamps, Spa                   | 14   | 14x7,004=98,056 km | 7 agosto     | 10:20 |
| 5    | G1   | Adria International Raceway, Adria                   | 25   | 25x2,702=67,550 km | 4 settembre  | 10:10 |
| 5    | G2   | Adria International Raceway, Adria                   | 23   | 23x2,702=62,146 km | 4 settembre  | 15:10 |
| 6    | G1   | Autodromo Pietro Taruffi, Vallelunga                 | 20   | 20x4,085=81,700 km | 17 settembre | 16:10 |
| 6    | G2   | Autodromo Pietro Taruffi, Vallelunga                 | 20   | 20x4,085=81,700 km | 18 settembre | 10:10 |
| 7    | G1   | Circuito del Mugello                                 | 18   | 18x5,245=94,410 km | 1º ottobre   | 16:05 |
| 7    | G2   | Circuito del Mugello                                 | 18   | 18x5,245=94,410 km | 2 ottobre    | 10:10 |
| 8    | G1   | Autodromo Nazionale, Monza                           | 17   | 17x5,793=98,481 km | 15 ottobre   | 13:35 |
| 8    | G2   | Autodromo Nazionale, Monza                           | 17   | 17x5,793=98,481 km | 16 ottobre   | 10:00 |

## Piloti e team
| Team                                       | Telaio       | Nr. | Pilota             | Status | Weekend di Gare |
| ------------------------------------------ | ------------ | --- | ------------------ | ------ | --------------- |
| BVM – Target Racing                        | Dallara F308 | 1   | Sergio Campana     |        | Tutti           |
| BVM – Target Racing                        | Dallara F308 | 2   | Brandon Maïsano    | R      | Tutti           |
| BVM – Target Racing                        | Dallara F308 | 3   | Maxime Jousse      |        | Tutti           |
| Prema Powerteam                            | Dallara F308 | 4   | Michael Lewis      | R      | Tutti           |
| Prema Powerteam                            | Dallara F308 | 6   | Andrea Roda        |        | Tutti           |
| Prema Powerteam                            | Dallara F308 | 53  | Raffaele Marciello | R      | Tutti           |
| Arco Motorsport                            | Dallara F308 | 9   | Edoardo Liberati   |        | Tutti           |
| Arco Motorsport                            | Dallara F308 | 23  | Facundo Regalia    | R      | Tutti           |
| Arco Motorsport                            | Mygale M10   | 28  | Luca Marco Spiga   | R      | 3               |
| RP Motorsport                              | Dallara F308 | 16  | Daniel Mancinelli  |        | 1–4             |
| RP Motorsport                              | Dallara F308 | 21  | Jesse Krohn        |        | 1–2             |
| RP Motorsport                              | Dallara F308 | 21  | Niccolò Schirò     |        | 3               |
| RP Motorsport                              | Dallara F308 | 21  | David Fumanelli    |        | 4               |
| Lucidi Motors                              | Dallara F308 | 19  | Victor Guerin      | R      | Tutti           |
| Lucidi Motors                              | Dallara F308 | 22  | Kevin Giovesi      |        | Tutti           |
| Lucidi Motors                              | Dallara F308 | 24  | Eddie Cheever III  | R      | Tutti           |
| GTR Racing                                 | Mygale M10   | 28  | Luca Marco Spiga   | R      | 1–2             |
| Line Race/CO2 Motorsport Island Motorsport | Dallara F308 | 29  | Federico Vecchi    | R      | Tutti           |
| Line Race/CO2 Motorsport Island Motorsport | Dallara F308 | 31  | Edoardo Bacci      | R      | 7               |
| Downforce Competition                      | Dallara F308 | 83  | Simone Iaquinta    | R      | 1–3             |
| JD Motorsport                              | Dallara F308 | 83  | Simone Iaquinta    | R      | 5–8             |

| Icona | Status     |
| ----- | ---------- |
| R     | Esordiente |

- Tutti utilizzano motori FPT e pneumatici Kumho.

## Premi al vincitore
Al vincitore della categoria e al miglior esordiente viene offerto un test su una vettura di Formula 1 della Scuderia Ferrari. Al vincitore va un premio di 120.000 €, al miglior esordiente uno di 50.000. Per ogni weekend di gara viene distribuito un premio di 7.000 Euro.

## Copertura televisiva
Tutte le gare vengono trasmesse in diretta su Rai Sport 2.

## Risultati e classifiche

### Risultati
| Gara | Gara | Circuito         | Tempo     | Velocità     | Pole Position      | GPV                | Vincitore          | Vettura      | Team                |
| ---- | ---- | ---------------- | --------- | ------------ | ------------------ | ------------------ | ------------------ | ------------ | ------------------- |
| 1    | G1   | Franciacorta     | 29'49"345 | 111,495 km/h | Edoardo Liberati   | Maxime Jousse      | Daniel Mancinelli  | Dallara-Fiat | RP Motorsport       |
| 1    | G2   | Franciacorta     | 30'08"718 | 135,370 km/h |                    | Brandon Maïsano    | Brandon Maïsano    | Dallara-Fiat | BVM – Target Racing |
| 2    | G1   | Misano Adriatico | 30'57"608 | 163,798 km/h | Edoardo Liberati   | Edoardo Liberati   | Edoardo Liberati   | Dallara-Fiat | Arco Motorsport     |
| 2    | G2   | Misano Adriatico | 29'41"149 | 162,288 km/h |                    | Sergio Campana     | Raffaele Marciello | Dallara-Fiat | Prema Powerteam     |
| 3    | G1   | Imola            | 31'03"378 | 170,713 km/h | Edoardo Liberati   | Sergio Campana     | Edoardo Liberati   | Dallara-Fiat | Arco Motorsport     |
| 3    | G2   | Imola            | 31'13"721 | 169,771 km/h |                    | Sergio Campana     | Kevin Giovesi      | Dallara-Fiat | Lucidi Motors       |
| 4    | G1   | Spa              | 31'43"919 | 158,921 km/h | Michael Lewis      | Raffaele Marciello | Michael Lewis      | Dallara-Fiat | Prema Powerteam     |
| 4    | G2   | Spa              | 32'17"700 | 182,176 km/h |                    | Michael Lewis      | Sergio Campana     | Dallara-Fiat | BVM – Target Racing |
| 5    | G1   | Adria            | 30'20"355 | 133,589 km/h | Brandon Maïsano    | Raffaele Marciello | Raffaele Marciello | Dallara-Fiat | Prema Powerteam     |
| 5    | G2   | Adria            | 30'27"465 | 122,424 km/h |                    | Facundo Regalia    | Maxime Jousse      | Dallara-Fiat | BVM – Target Racing |
| 6    | G1   | Vallelunga       | 30'45"120 | 159,363 km/h | Raffaele Marciello | Sergio Campana     | Sergio Campana     | Dallara-Fiat | BVM – Target Racing |
| 6    | G2   | Vallelunga       | 30'47"120 | 159,231 km/h |                    | Brandon Maïsano    | Brandon Maïsano    | Dallara-Fiat | BVM – Target Racing |
| 7    | G1   | Mugello          | 31'08"604 | 181,887 km/h | Facundo Regalia    | Facundo Regalia    | Michael Lewis      | Dallara-Fiat | Prema Powerteam     |
| 7    | G2   | Mugello          | 31'05"181 | 182,221 km/h |                    | Kevin Giovesi      | Kevin Giovesi      | Dallara-Fiat | Lucidi Motors       |
| 8    | G1   | Monza            | 30'23"952 | 194,375 km/h | Michael Lewis      | Michael Lewis      | Michael Lewis      | Dallara-Fiat | Prema Powerteam     |
| 8    | G2   | Monza            | 30'33"128 | 193,401 km/h |                    | Michael Lewis      | Victor Guerin      | Dallara-Fiat | Lucidi Motors       |

### Classifica piloti
- I punti sono assegnati secondo lo schema seguente:

| Sistema di punteggio | Sistema di punteggio | Sistema di punteggio | Sistema di punteggio | Sistema di punteggio | Sistema di punteggio | Sistema di punteggio | Sistema di punteggio | Sistema di punteggio | Sistema di punteggio | Sistema di punteggio | Sistema di punteggio | Sistema di punteggio |
| Pos                  | 1                    | 2                    | 3                    | 4                    | 5                    | 6                    | 7                    | 8                    | 9                    | 10                   | PP                   | GPV                  |
| -------------------- | -------------------- | -------------------- | -------------------- | -------------------- | -------------------- | -------------------- | -------------------- | -------------------- | -------------------- | -------------------- | -------------------- | -------------------- |
| Gara 1               | 20                   | 15                   | 12                   | 10                   | 8                    | 6                    | 4                    | 3                    | 2                    | 1                    | 1                    | 1                    |
| Gara 2               | 13                   | 11                   | 9                    | 8                    | 7                    | 5                    | 4                    | 3                    | 2                    | 1                    |                      | 1                    |

Vengono contati i 14 migliori risultati.
| Pos. | Pilota             | FRA | FRA | MIS | MIS | IMO | IMO | SPA | SPA | ADR | ADR | VLL | VLL | MUG | MUG | MZA | MZA | Punti |
| ---- | ------------------ | --- | --- | --- | --- | --- | --- | --- | --- | --- | --- | --- | --- | --- | --- | --- | --- | ----- |
| 1    | Sergio Campana     | 14  | 7   | 3   | 3   | 2   | 3   | 4   | 1   | 6   | 6   | 1   | 7   | 4   | 2   | 2   | 5   | 153   |
| 2    | Michael Lewis      | 10  | 3   | 2   | 6   | 6   | 4   | 1   | 6   | 11  | Rit | 3   | 6   | 1   | 5   | 1   | Rit | 136   |
| 3    | Raffaele Marciello | 3   | 6   | 10  | 1   | Rit | 5   | 3   | 4   | 1   | 10  | 2   | 12  | 6   | 6   | 6   | 2   | 123   |
| 4    | Brandon Maïsano    | 11  | 1   | 8   | 8   | 4   | 2   | 7   | 3   | 2   | 4   | 6   | 1   | 9   | 9   | 5   | 3   | 118   |
| 5    | Edoardo Liberati   | 4   | 13  | 1   | 7   | 1   | SQ  | 14  | 10  | 4   | 8   | 5   | 4   | 2   | 7   | 9   | 4   | 115   |
| 6    | Maxime Jousse      | 2   | 11  | 5   | 5   | 5   | Rit | 2   | 2   | 5   | 1   | 12  | 5   | 7   | 10  | 3   | 7   | 112   |
| 7    | Kevin Giovesi      | 5   | 4   | 4   | 14  | 7   | 1   | 5   | 9   | 7   | 2   | 4   | 9   | 11  | 1   | Rit | 6   | 98    |
| 8    | Victor Guerin      | 9   | 2   | Rit | 12  | 12  | 7   | 9   | 5   | 12  | 3   | 7   | 3   | 3   | 4   | 4   | 1   | 89    |
| 9    | Eddie Cheever III  | 6   | 5   | 7   | 2   | Rit | 6   | 8   | 8   | 3   | 5   | 10  | 8   | 5   | 3   | Rit | Rit | 77    |
| 10   | Facundo Regalia    | Rit | 14  | 6   | 4   | 3   | Rit | 6   | 7   | 8   | Rit | 11  | 2   | Rit | 8   | NP  | NP  | 55    |
| 11   | Daniel Mancinelli  | 1   | 8   | Rit | 9   | 9   | 8   | 13  | 13  |     |     |     |     |     |     |     |     | 30    |
| 12   | Andrea Roda        | 12  | 12  | 11  | Rit | 8   | 9   | 11  | 11  | 10  | 7   | 8   | 10  | 12  | 11  | 7   | 9   | 20    |
| 13   | Simone Iaquinta    | 8   | 10  | Rit | 11  | 13  | 12  |     |     | 9   | Rit | Rit | 13  | 8   | Rit | 8   | 8   | 15    |
| 14   | Jesse Krohn        | 7   | 9   | 9   | 15  |     |     |     |     |     |     |     |     |     |     |     |     | 8     |
| 15   | Federico Vecchi    | 13  | 15  | 12  | 10  | 11  | 10  | 12  | 12  | 13  | 9   | 9   | 11  | Rit | 12  | 10  | 10  | 8     |
| 16   | Niccolò Schirò     |     |     |     |     | 10  | 11  |     |     |     |     |     |     |     |     |     |     | 1     |
| 17   | Edoardo Bacci      |     |     |     |     |     |     |     |     |     |     |     |     | 10  | 13  |     |     | 1     |
| 18   | David Fumanelli    |     |     |     |     |     |     | 10  | Rit |     |     |     |     |     |     |     |     | 1     |
| 19   | Luca Marco Spiga   | 15  | 16  | 13  | 13  | 14  | 13  |     |     |     |     |     |     |     |     |     |     | 0     |
| Pos  | Pilota             | FRA | FRA | MIS | MIS | IMO | IMO | SPA | SPA | ADR | ADR | VLL | VLL | MUG | MUG | MZA | MZA | Punti |

| Colore  | Risultato             |
| ------- | --------------------- |
| Oro     | Vincitore             |
| Argento | 2º posto              |
| Bronzo  | 3º posto              |
| Verde   | Finito a punti        |
| Blu     | Finito senza punti    |
| Viola   | Ritirato (Rit)        |
| Viola   | Non classificato (NC) |
| Rosso   | Non qualificato (NQ)  |
| Nero    | Squalificato (SQ)     |
| Bianco  | Non partito (NP)      |
| Bianco  | Non ha gareggiato     |
| Bianco  | Infortunato (INF)     |
| Bianco  | Escluso (ES)          |
| Bianco  | Gara cancellata (C)   |

### Classifica esordienti
| Pos | Pilota             | FRA | FRA | MIS | MIS | IMO | IMO | SPA | SPA | ADR | ADR | VLL | VLL | MUG | MUG | MZA | MZA | Punti |
| --- | ------------------ | --- | --- | --- | --- | --- | --- | --- | --- | --- | --- | --- | --- | --- | --- | --- | --- | ----- |
| 1   | Michael Lewis      | 10  | 3   | 2   | 6   | 6   | 4   | 1   | 6   | 11  | Rit | 3   | 6   | 1   | 5   | 1   | Rit | 162   |
| 2   | Brandon Maïsano    | 11  | 1   | 8   | 8   | 4   | 2   | 7   | 3   | 2   | 4   | 6   | 1   | 9   | 9   | 5   | 3   | 154   |
| 3   | Raffaele Marciello | 3   | 6   | 10  | 1   | Rit | 5   | 3   | 4   | 1   | 10  | 2   | 12  | 6   | 6   | 6   | 2   | 154   |
| 4   | Maxime Jousse      | 2   | 11  | 5   | 5   | 5   | Rit | 2   | 2   | 5   | 1   | 12  | 5   | 7   | 10  | 3   | 7   | 153   |
| 5   | Victor Guerin      | 9   | 2   | Rit | 12  | 12  | 7   | 9   | 5   | 12  | 3   | 7   | 3   | 3   | 4   | 4   | 1   | 124   |
| 6   | Eddie Cheever III  | 6   | 5   | 7   | 2   | Rit | 6   | 8   | 8   | 3   | 5   | 10  | 8   | 5   | 3   | Rit | Rit | 112   |
| 7   | Facundo Regalia    | Rit | 14  | 6   | 4   | 3   | Rit | 6   | 7   | 8   | Rit | 11  | 2   | Rit | 8   | NP  | NP  | 88    |
| 8   | Federico Vecchi    | 13  | 15  | 12  | 10  | 11  | 10  | 12  | 12  | 13  | 9   | 9   | 11  | Rit | 12  | 10  | 10  | 64    |
| 9   | Simone Iaquinta    | 8   | 10  | Rit | 11  | 13  | 12  |     |     | 9   | Rit | Rit | 13  | 8   | Rit | 8   | 8   | 52    |
| 10  | Luca Marco Spiga   | 15  | 16  | 13  | 13  | 14  | 13  |     |     |     |     |     |     |     |     |     |     | 13    |
| 11  | Edoardo Bacci      |     |     |     |     |     |     |     |     |     |     |     |     | 10  | 13  |     |     | 5     |
| Pos | Pilota             | FRA | FRA | MIS | MIS | IMO | IMO | SPA | SPA | ADR | ADR | VLL | VLL | MUG | MUG | MZA | MZA | Punti |

### Classifica scuderie
- Segna punti validi solo la prima vettura giunta al traguardo per ciascun team.

| Pos | Team                                       | FRA | FRA | MIS | MIS | IMO | IMO | SPA | SPA | ADR | ADR | VLL | VLL | MUG | MUG | MZA | MZA | Punti |
| --- | ------------------------------------------ | --- | --- | --- | --- | --- | --- | --- | --- | --- | --- | --- | --- | --- | --- | --- | --- | ----- |
| 1   | BVM – Target Racing                        | 2   | 1   | 3   | 3   | 2   | 2   | 2   | 1   | 2   | 1   | 1   | 1   | 4   | 2   | 2   | 3   | 209   |
| 2   | Prema Powerteam                            | 3   | 3   | 2   | 1   | 6   | 4   | 1   | 4   | 1   | 7   | 2   | 6   | 1   | 5   | 1   | 2   | 191   |
| 3   | Lucidi Motors                              | 5   | 2   | 4   | 2   | 7   | 1   | 5   | 5   | 3   | 2   | 4   | 3   | 3   | 1   | 4   | 1   | 161   |
| 4   | Ghinzani Arco Motorsport                   | 4   | 13  | 1   | 4   | 1   | 5   | 6   | 7   | 4   | 8   | 5   | 2   | 2   | 8   | 9   | 4   | 126   |
| 5   | RP Motorsport                              | 1   | 8   | 9   | 9   | 9   | 9   | 10  | 13  |     |     |     |     |     |     |     |     | 33    |
| 6   | JD Motorsport                              |     |     |     |     |     |     |     |     | 9   | Rit | Rit | 13  | 8   | Rit | 8   | 8   | 11    |
| 7   | Line Race/CO2 Motorsport Island Motorsport | 13  | 15  | 12  | 10  | 11  | 10  | 12  | 12  | 13  | 9   | 9   | 11  | 10  | 12  | 10  | 10  | 8     |
| 8   | Downforce Competition/ARM Competition      | 8   | 10  | Rit | 11  | 13  | 13  |     |     |     |     |     |     |     |     |     |     | 4     |
| 9   | GTR Racing                                 | 15  | 16  | 13  | 13  |     |     |     |     |     |     |     |     |     |     |     |     | 0     |
| Pos | Team                                       | FRA | FRA | MIS | MIS | IMO | IMO | SPA | SPA | ADR | ADR | VLL | VLL | MUG | MUG | MZA | MZA | Punti |